# Élections générales espagnoles de 2011 au Pays basque
Les élections générales espagnoles de 2011 (en espagnol : Elecciones generales de España de 2011) se sont tenues le dimanche 20 novembre 2011 afin d'élire les 350 députés et 208 des 266 sénateurs de la Xe législature des Cortes Generales. 18 députés sont élus dans la communauté autonome du Pays basque.

## Résultats

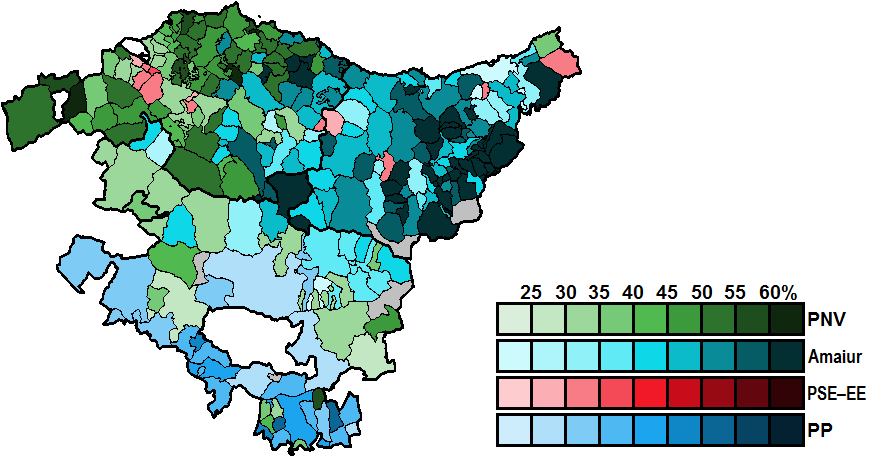
Résultats par commune.

| Parti                  | Parti                                                   | Voix      | %     | +/-   | Sièges | +/-           |
| ---------------------- | ------------------------------------------------------- | --------- | ----- | ----- | ------ | ------------- |
|                        | Parti nationaliste basque (EAJ/PNV)                     | 324 317   | 27,41 | 0,30  | 5      | 1             |
|                        | Amaiur                                                  | 285 290   | 24,11 | 16,99 | 6      | 6             |
|                        | Parti socialiste du Pays basque (PSE-EE-PSOE)           | 255 013   | 21,55 | 16,59 | 4      | 5             |
|                        | Parti populaire (PP)                                    | 210 797   | 17,81 | 0,72  | 3      | en stagnation |
|                        | Gauche plurielle (IU-LV)                                | 43 717    | 3,69  | 0,77  | 0      | en stagnation |
|                        | Union, progrès et démocratie (UPyD)                     | 21 282    | 1,80  | 0,86  | 0      | en stagnation |
|                        | Equo                                                    | 15 351    | 1,30  | Nv.   | 0      | en stagnation |
|                        | Parti animaliste contre la maltraitance animale (PACMA) | 6 446     | 0,54  | 0,16  | 0      | en stagnation |
|                        | Pour un monde + juste (PUM+J)                           | 3 486     | 0,29  | 0,04  | 0      | en stagnation |
|                        | Sièges en blanc (EB)                                    | 2 886     | 0,24  | Nv.   | 0      | en stagnation |
|                        | Unification communiste de l'Espagne (UCE)               | 1 239     | 0,10  | Nv.   | 0      | en stagnation |
|                        | Vote blanc                                              | 13 448    | 1,14  | 0,69  |        |               |
|                        |                                                         |           |       |       |        |               |
| Suffrages exprimés     | Suffrages exprimés                                      | 1 183 272 | 98,96 |       |        |               |
| Votes nuls             | Votes nuls                                              | 12 433    | 1,04  |       |        |               |
| Total                  | Total                                                   | 1 195 705 | 100   | -     | 18     | en stagnation |
| Abstention             | Abstention                                              | 579 843   | 32,66 |       |        |               |
| Inscrits/Participation | Inscrits/Participation                                  | 1 775 548 | 67,34 |       |        |               |

### Résultats par provinces

#### Álava
| Parti                  | Parti                                                   | Voix    | %     | +/-   | Sièges | +/-           |
| ---------------------- | ------------------------------------------------------- | ------- | ----- | ----- | ------ | ------------- |
|                        | Parti populaire (PP)                                    | 46 034  | 27,17 | 0,63  | 1      | en stagnation |
|                        | Parti socialiste du Pays basque (PSE-EE-PSOE)           | 39 698  | 23,43 | 17,30 | 1      | 1             |
|                        | Amaiur                                                  | 32 439  | 19,15 | 14,33 | 1      | 1             |
|                        | Parti nationaliste basque (EAJ/PNV)                     | 31 931  | 18,85 | 1,10  | 1      | en stagnation |
|                        | Gauche plurielle (IU-LV)                                | 6 917   | 4,08  | 0,09  | 0      | en stagnation |
|                        | Union, progrès et démocratie (UPyD)                     | 4 662   | 2,75  | 0,73  | 0      | en stagnation |
|                        | Equo                                                    | 3 574   | 2,11  | Nv.   | 0      | en stagnation |
|                        | Parti animaliste contre la maltraitance animale (PACMA) | 1 178   | 0,70  | 0,23  | 0      | en stagnation |
|                        | Pour un monde + juste (PUM+J)                           | 778     | 0,46  | 0,07  | 0      | en stagnation |
|                        | Unification communiste de l'Espagne (UCE)               | 290     | 0,17  | Nv.   | 0      | en stagnation |
|                        | Vote blanc                                              | 1 924   | 1,14  | 0,38  |        |               |
|                        |                                                         |         |       |       |        |               |
| Suffrages exprimés     | Suffrages exprimés                                      | 169 425 | 98,41 |       |        |               |
| Votes nuls             | Votes nuls                                              | 2 729   | 1,59  |       |        |               |
| Total                  | Total                                                   | 172 154 | 100   | -     | 4      | en stagnation |
| Abstention             | Abstention                                              | 78 589  | 31,34 |       |        |               |
| Inscrits/Participation | Inscrits/Participation                                  | 250 743 | 68,66 |       |        |               |

#### Biscaye
| Parti                  | Parti                                                   | Voix    | %     | +/-   | Sièges | +/-           |
| ---------------------- | ------------------------------------------------------- | ------- | ----- | ----- | ------ | ------------- |
|                        | Parti nationaliste basque (EAJ/PNV)                     | 208 683 | 32,61 | 1,51  | 3      | en stagnation |
|                        | Parti socialiste du Pays basque (PSE-EE-PSOE)           | 136 853 | 21,39 | 15,60 | 2      | 2             |
|                        | Amaiur                                                  | 122 796 | 19,19 | 14,54 | 2      | 2             |
|                        | Parti populaire (PP)                                    | 113 401 | 17,72 | 0,68  | 1      | en stagnation |
|                        | Gauche plurielle (IU-LV)                                | 24 205  | 3,78  | 0,57  | 0      | en stagnation |
|                        | Union, progrès et démocratie (UPyD)                     | 10 886  | 1,70  | 0,75  | 0      | en stagnation |
|                        | Equo                                                    | 7 387   | 1,15  | Nv.   | 0      | en stagnation |
|                        | Parti animaliste contre la maltraitance animale (PACMA) | 3 278   | 0,51  | 0,14  | 0      | en stagnation |
|                        | Sièges en blanc (EB)                                    | 2 886   | 0,45  | Nv.   | 0      | en stagnation |
|                        | Pour un monde + juste (PUM+J)                           | 1 670   | 0,26  | 0,03  | 0      | en stagnation |
|                        | Unification communiste de l'Espagne (UCE)               | 550     | 0,09  | Nv.   | 0      | en stagnation |
|                        | Vote blanc                                              | 7 285   | 1,14  | 0,54  |        |               |
|                        |                                                         |         |       |       |        |               |
| Suffrages exprimés     | Suffrages exprimés                                      | 639 880 | 98,99 |       |        |               |
| Votes nuls             | Votes nuls                                              | 6 552   | 1,01  |       |        |               |
| Total                  | Total                                                   | 646 432 | 100   | -     | 8      | en stagnation |
| Abstention             | Abstention                                              | 303 039 | 31,92 |       |        |               |
| Inscrits/Participation | Inscrits/Participation                                  | 949 471 | 68,08 |       |        |               |

#### Guipuscoa
| Parti                  | Parti                                                   | Voix    | %     | +/-   | Sièges | +/-           |
| ---------------------- | ------------------------------------------------------- | ------- | ----- | ----- | ------ | ------------- |
|                        | Amaiur                                                  | 130 055 | 34,78 | 21,72 | 3      | 3             |
|                        | Parti nationaliste basque (EAJ/PNV)                     | 83 703  | 22,38 | 1,38  | 1      | 1             |
|                        | Parti socialiste du Pays basque (PSE-EE-PSOE)           | 78 462  | 20,98 | 18,02 | 1      | 2             |
|                        | Parti populaire (PP)                                    | 51 362  | 13,73 | 0,87  | 1      | en stagnation |
|                        | Gauche plurielle (IU-LV)                                | 12 595  | 3,37  | 1,45  | 0      | en stagnation |
|                        | Union, progrès et démocratie (UPyD)                     | 5 734   | 1,53  | 0,73  | 0      | en stagnation |
|                        | Equo                                                    | 4 390   | 1,17  | Nv.   | 0      | en stagnation |
|                        | Parti animaliste contre la maltraitance animale (PACMA) | 1 990   | 0,53  | 0,20  | 0      | en stagnation |
|                        | Pour un monde + juste (PUM+J)                           | 1 038   | 0,28  | 0,08  | 0      | en stagnation |
|                        | Unification communiste de l'Espagne (UCE)               | 399     | 0,11  | Nv.   | 0      | en stagnation |
|                        | Vote blanc                                              | 4 239   | 1,13  | 1,16  |        |               |
|                        |                                                         |         |       |       |        |               |
| Suffrages exprimés     | Suffrages exprimés                                      | 373 967 | 99,16 |       |        |               |
| Votes nuls             | Votes nuls                                              | 3 152   | 0,84  |       |        |               |
| Total                  | Total                                                   | 377 119 | 100   | -     | 6      | en stagnation |
| Abstention             | Abstention                                              | 198 215 | 34,45 |       |        |               |
| Inscrits/Participation | Inscrits/Participation                                  | 575 334 | 65,55 |       |        |               |